# Carlo Antonio di Schleswig-Holstein-Sonderburg-Beck
Carlo Antonio di Schleswig-Holstein-Sonderburg-Beck (in tedesco: Karl Anton August von Schleswig-Holstein-Sonderburg-Beck; Marburgo, 10 agosto 1727 – Stettino, 12 settembre 1759) è stato un nobile tedesco.
Fu un antenato della regina Elisabetta II del Regno Unito e anche di suo marito Filippo di Edimburgo, in quest'ultimo caso con ascendenza patrilineare. Il re Carlo III del Regno Unito discende perciò patrilinearmente da lui.

## Biografia
Era il figlio di Pietro Augusto di Schleswig-Holstein-Sonderburg-Beck, e della sua prima moglie, la principessa Sofia d'Assia-Philippsthal.

### Matrimonio
Sposò, il 30 maggio 1754, la contessa Federica Pucci di Pitigliano in Leistenau (3 luglio 1738-21 aprile 1785). La coppia ebbe un figlio:
- Federico Carlo di Schleswig-Holstein-Sonderburg-Beck (20 agosto 1757-24 aprile 1816).

### Morte
Morì il 12 settembre 1759. Suo figlio succedette a suo nonno.

## Ascendenza
|                                                              |                            |                                                              | Genitori                                            |  |  | Nonni |  |  | Bisnonni                                              |  |  | Trisnonni                                   |  |
|                                                              |                            |                                                              |                                                     |  |  |       |  |  | Augusto Filippo di Schleswig-Holstein-Sonderburg-Beck |  |  | Alessandro di Schleswig-Holstein-Sonderburg |  |
|                                                              |                            |                                                              |                                                     |  |  |       |  |  | Augusto Filippo di Schleswig-Holstein-Sonderburg-Beck |  |  | Alessandro di Schleswig-Holstein-Sonderburg |  |
|                                                              |                            | Dorotea di Schwarzburg-Sondershausen                         |                                                     |  |  |       |  |  | Augusto Filippo di Schleswig-Holstein-Sonderburg-Beck |  |  |                                             |  |
| Federico Luigi di Schleswig-Holstein-Sonderburg-Beck         |                            |                                                              |                                                     |  |  |       |  |  | Augusto Filippo di Schleswig-Holstein-Sonderburg-Beck |  |  |                                             |  |
|                                                              |                            | Maria Sibilla di Nassau-Saarbrücken                          | Guglielmo Luigi di Nassau-Saarbrücken               |  |  |       |  |  |                                                       |  |  |                                             |  |
|                                                              |                            | Maria Sibilla di Nassau-Saarbrücken                          | Guglielmo Luigi di Nassau-Saarbrücken               |  |  |       |  |  |                                                       |  |  |                                             |  |
|                                                              |                            | Maria Sibilla di Nassau-Saarbrücken                          | Anna Amalia di Baden-Durlach                        |  |  |       |  |  |                                                       |  |  |                                             |  |
| Pietro Augusto di Schleswig-Holstein-Sonderburg-Beck         |                            | Maria Sibilla di Nassau-Saarbrücken                          |                                                     |  |  |       |  |  |                                                       |  |  |                                             |  |
|                                                              |                            | Ernest Gunther di Schleswig-Holstein-Sonderburg-Augustenburg | Alessandro di Schleswig-Holstein-Sonderburg         |  |  |       |  |  |                                                       |  |  |                                             |  |
|                                                              |                            | Ernest Gunther di Schleswig-Holstein-Sonderburg-Augustenburg | Alessandro di Schleswig-Holstein-Sonderburg         |  |  |       |  |  |                                                       |  |  |                                             |  |
|                                                              |                            | Ernest Gunther di Schleswig-Holstein-Sonderburg-Augustenburg | Dorotea di Schwarzburg-Sondershausen                |  |  |       |  |  |                                                       |  |  |                                             |  |
| Luisa Carlotta di Schleswig-Holstein-Sonderburg-Augustenburg |                            | Ernest Gunther di Schleswig-Holstein-Sonderburg-Augustenburg |                                                     |  |  |       |  |  |                                                       |  |  |                                             |  |
|                                                              |                            | Augusta di Schleswig-Holstein-Sonderburg-Glücksburg          | Filippo di Schleswig-Holstein-Sonderburg-Glücksburg |  |  |       |  |  |                                                       |  |  |                                             |  |
|                                                              |                            | Augusta di Schleswig-Holstein-Sonderburg-Glücksburg          | Filippo di Schleswig-Holstein-Sonderburg-Glücksburg |  |  |       |  |  |                                                       |  |  |                                             |  |
|                                                              |                            | Augusta di Schleswig-Holstein-Sonderburg-Glücksburg          | Sofia Edvige di Sassonia-Lauenburg                  |  |  |       |  |  |                                                       |  |  |                                             |  |
| Carlo Antonio di Schleswig-Holstein-Sonderburg-Beck          |                            | Augusta di Schleswig-Holstein-Sonderburg-Glücksburg          |                                                     |  |  |       |  |  |                                                       |  |  |                                             |  |
|                                                              | Guglielmo V d'Assia-Kassel | Maurizio d'Assia-Kassel                                      |                                                     |  |  |       |  |  |                                                       |  |  |                                             |  |
|                                                              | Guglielmo V d'Assia-Kassel | Maurizio d'Assia-Kassel                                      |                                                     |  |  |       |  |  |                                                       |  |  |                                             |  |
|                                                              | Guglielmo V d'Assia-Kassel | Agnese di Solms-Laubach                                      |                                                     |  |  |       |  |  |                                                       |  |  |                                             |  |
| Filippo d'Assia-Philippsthal                                 | Guglielmo V d'Assia-Kassel |                                                              |                                                     |  |  |       |  |  |                                                       |  |  |                                             |  |
|                                                              |                            | Edvige Sofia di Brandeburgo                                  | Giorgio Guglielmo di Brandeburgo                    |  |  |       |  |  |                                                       |  |  |                                             |  |
|                                                              |                            | Edvige Sofia di Brandeburgo                                  | Giorgio Guglielmo di Brandeburgo                    |  |  |       |  |  |                                                       |  |  |                                             |  |
|                                                              |                            | Edvige Sofia di Brandeburgo                                  | Elisabetta Carlotta del Palatinato-Simmem           |  |  |       |  |  |                                                       |  |  |                                             |  |
| Sofia d'Assia-Philippsthal                                   |                            | Edvige Sofia di Brandeburgo                                  |                                                     |  |  |       |  |  |                                                       |  |  |                                             |  |
|                                                              |                            | Carlo Ottone di Solms-Laubach                                | …                                                   |  |  |       |  |  |                                                       |  |  |                                             |  |
|                                                              |                            | Carlo Ottone di Solms-Laubach                                | …                                                   |  |  |       |  |  |                                                       |  |  |                                             |  |
|                                                              |                            | Carlo Ottone di Solms-Laubach                                | …                                                   |  |  |       |  |  |                                                       |  |  |                                             |  |
| Caterina Amalia di Solms-Laubach                             |                            | Carlo Ottone di Solms-Laubach                                |                                                     |  |  |       |  |  |                                                       |  |  |                                             |  |
|                                                              |                            | …                                                            | …                                                   |  |  |       |  |  |                                                       |  |  |                                             |  |
|                                                              |                            | …                                                            | …                                                   |  |  |       |  |  |                                                       |  |  |                                             |  |
|                                                              |                            | …                                                            | …                                                   |  |  |       |  |  |                                                       |  |  |                                             |  |
|                                                              |                            | …                                                            |                                                     |  |  |       |  |  |                                                       |  |  |                                             |  |